# Cophohippus nazarovi
Cophohippus nazarovi är en insektsart som beskrevs av Boris Petrovich Uvarov 1953. Cophohippus nazarovi ingår i släktet Cophohippus och familjen gräshoppor. Inga underarter finns listade i Catalogue of Life.